# Synchalara rhizograpta
Synchalara rhizograpta är en fjärilsart som beskrevs av Edward Meyrick 1934. Synchalara rhizograpta ingår i släktet Synchalara och familjen plattmalar. Inga underarter finns listade i Catalogue of Life.